# Prawo natury
Prawo natury, prawo naturalne (łac. ius naturale) – postulowany, odmienny od prawa pozytywnego porządek prawny. Różne doktryny naturalnoprawne (rzadziej: jusnaturalne) prowadziły spory co do źródeł prawa natury, jego istoty, treści i stosunku do prawa stanowionego. Spór naturalizmu prawniczego z pozytywizmem prawniczym (nieuznającym istnienia prawa naturalnego) był jednym z ważniejszych tematów filozofii prawa.
Tak rozumiane prawo natury należy odróżnić od prawidłowości zachodzących w przyrodzie i opisywanych przez nauki przyrodnicze (prawo przyrody). 
Terminów prawo natury i prawo naturalne używa się w języku polskim najczęściej zamiennie, przy czym prawo natury jest germanizmem (z niem. Naturrecht), a prawo naturalne latynizmem (z łac. ius naturale).

## Różnorodność koncepcji naturalnoprawnych
Źródłem prawa natury ma być sama natura, dla jednych rozumiana jako wola Boga, a dla innych nakaz rozumu lub wrodzonego poczucia sprawiedliwości (psychologiczna koncepcja prawa natury). Wieloznaczność terminu natura jest jednym z głównych źródeł różnorodności koncepcji naturalnoprawnych.
Po rewolucji darwinowskiej prawo to straciło dla zwolenników naturalizmu swój kategoryczny wyraz moralny i oznaczać może coś zupełnie odwrotnego: wyraz podporządkowania się nieskrępowanym prawom rządzącym biologiczną naturą życia – biologiczne prawo natury zdominowane przez instynkty. Do tak specyficznie pojmowanego prawa natury odwoływały się nazistowskie Niemcy.

## Treść prawa natury
Zwolennicy prawa naturalnego uznają je za wspólne wszystkim kulturom. Ma ono łączyć wszystkich ludzi oraz – pomimo wielu różnic kulturowych – zakładać pewne wspólne zasady postępowania. Według jego zwolenników jest trwałe i nie zmienia się pośród zmian historycznych, zmieniających się poglądów i obyczajów. Prawa tego nie można człowiekowi odebrać, bo oparte zostało na jego naturze. Broni ono ludzkiej godności, określa fundamentalne prawa i obowiązki człowieka. Jako podstawowe prawa wymienia się: prawo do samoposiadania, prawo własności, prawo do utrzymania życia, prawo do owoców pracy.
Prawo natury reprezentuje wartości samoistne, autonomiczne, uniwersalne i ponadczasowe, które są przeciwstawiane prawu pozytywnemu (łac. ius positivum) – stanowionemu w danym czasie przez określonych ludzi, zmiennemu na przestrzeni dziejów (pozytywizm prawniczy). Prawo natury ma uzasadniać (bronić) nienaruszalne prawa człowieka i jako takie jest uważane za nadrzędne wobec prawa stanowionego, wobec czego zwolennik prawa natury jest zwolniony z przestrzegania prawa stanowionego, gdy jest ono z nim w sprzeczności. W szczególności koncepcje prawa natury poszukują odpowiedzi na pytania: jakie powinno być prawo stanowione, co to znaczy sprawiedliwość oraz czy i kiedy można odmówić posłuszeństwa prawu stanowionemu.

## Poglądy na temat prawa natury

### Starożytność
W starożytności koncepcje naturalnoprawne związane były z przeciwstawieniem porządku przyrodniczego i porządku ustanowionego przez człowieka. Prawo natury jest niezmienne, wspólne wszystkim ludziom i można je poznać dzięki refleksji filozoficznej.

#### Sofiści
Problem istnienia prawa natury i jego stosunku do prawa stanowionego pojawia się u sofistów z tzw. nurtu naturalistycznego, czyli u Hippiasza i Antyfonta. W ich filozofii istotną rolę odgrywało przeciwstawienie natury (φύσις, physis) i prawa (νόμος, nomos).
Dla Hippiasza (VI w. p.n.e.) naturą było to, co ludzi łączy i zgodnie z nią ludzie byli sobie równi. Prawo natury to prawo oparte na tej pierwotnej, wspólnej dla wszystkich ludzi naturze. Prawo ludzkie natomiast przeciwstawia się tej równości, dzieląc ludzi i pozbawiając ich tego, co odróżnia ich od siebie. Sprzeciwiając się naturze, prawo ludzkie staje się „tyranem ludzi”. Prawo natury jest wieczne i niezmienne. Prawo ludzkie natomiast jest przygodne i odmawia się mu wartości. Tezy te miały istotne konsekwencje dla starożytnej filozofii politycznej. Prawo ludzkie stało się prawem opartym wyłącznie na społecznej konwencji, którą można zmieniać i dowolnie kształtować. Tym samym doprowadzono do desakralizacji praw ludzkich. Jedność natury ludzkiej stała się także podstawą kosmopolityzmu, dzięki niej bowiem wszyscy ludzie są sobie braćmi, niezależnie od tego do jakiego polis należą, czy jakim językiem mówią.
Przeciwstawienie prawa i natury zostaje zradykalizowane w filozofii Antyfonta (V w. p.n.e.). Podobnie jak u Hippiasza, wszyscy ludzie są dla Antyfonta równi wobec prawa natury. Wszelkie podziały i wyróżnienia uznane zostały za nieuzasadnione. Prawo natury jest wszystkim znane i wszystkich zobowiązuje, a podstawowym jego nakazem jest zachowanie życia oraz dążenie do tego, co przyjemne i co przynosi mu korzyści. Natura jest prawdą, natomiast prawa ludzkie są jedynie mniemaniem. Dlatego też należy łamać prawo pozytywne, gdy stoi ono w sprzeczności z prawem natury i jeśli nie spotka się to z karą. Prawo tworzone przez człowieka opiera się więc wyłącznie na sile i dlatego roztropność nakazuje, aby go przestrzegać. Postępowanie zgodne z prawem ludzkim jest postępowaniem sprawiedliwym. Człowiek łamiący nakazy prawa natury nie jest niesprawiedliwy, lecz popełnia zło. Pojęcia dobra i zła mogą być odnoszone jedynie do prawdziwej rzeczywistości, a nie do mniemania jakim jest prawo ludzkie.
Doktryny naturalnoprawne Hippiasza i Antyfonta zostały przejęte i rozwinięte przez sofistów polityków, między innymi Krycjasza, Trazymacha i Kaliklesa. Ich celem nie była czysta refleksja filozoficzna, lecz przede wszystkim zwycięstwo w politycznych dysputach. Doprowadzili do radykalnych konsekwencji tezy o konwencjonalnym charakterze porządku społecznego. Sensualna przyjemność stała się jedyną autentyczną wartością. Siła i skuteczność stały się głównym celem polityki. Dla Hippiasza i Antyfonta wspólna sensualna natura ludzka była podstawą egalitaryzmu. Sofiści politycy natomiast widzieli w niej źródło nierówności. Ludzie różnią się bowiem pod względem siły. Z tego powodu prawo natury oznacza więc panowanie silniejszych nad słabszymi.
Dla Krycjasza (V w. p.n.e.) wymyślono zarówno prawo, jak i bogów, aby zapanować nad przemocą, panującą pierwotnie między ludźmi. Prawo powstrzymywało ludzi jedynie od jawnego stosowania przemocy, dlatego potrzebni byli wszystkowiedzący bogowie, karzący i osądzający ludzi. To strach przed bogami i siła stojąca za prawem są więc podstawą społeczeństwa. Są to jednak mniemania, przeznaczone dla ludzi słabych, a które filozof powinien odrzucić. Jedynym prawem, którego człowiek powinien przestrzegać, jest prawo natury, oparte na jego instynktach i potrzebach.
Jeszcze wyraźniejsza gloryfikacja siły pojawia się w platońskiej postaci Kaliklesa. Prawo natury to w jego filozofii prawo silnych, przeciwstawiane prawu stanowionemu, będącemu prawem słabych. Jest rzeczą sprawiedliwą, by silniejsi mieli więcej niż słabsi, i aby to oni rządzili w polis. Prawa ludzkie są prawami wymyślonymi przez słabych, aby poskromić mocnych. Równość jest jednak przeciwna naturze. Jednostki silne powinny zrzucić to jarzmo i zapanować nad słabymi.

#### Arystoteles
Filozofia Arystotelesa jest teleologiczna, a natura i człowiek rozpatrywane są w kontekście ich celów naturalnych. Naturalnym celem człowieka jest szczęście (ευδαιμονια), osiągane dzięki rozumowi. Szczęście takie utożsamiane jest z cnotą (ἀρετή), a wskazania służące jego osiągnięciu są prawem natury. Arystotelesowska koncepcja prawa natury ma więc charakter ściśle etyczny. Ponieważ prawo naturalne służyć ma eudajmonii, konsekwencją jego naruszenia jest pozbawienie się szczęścia.
Szczegółowe treści prawa natury wynikają z ludzkiej zdolności oceniania, przede wszystkim rozróżniania sprawiedliwości od niesprawiedliwości i dobra od zła. Treścią prawa natury są te oceny, które są wspólne różnym ludziom. Z tego poglądu wynika arystotelesowskie poparcie dla niewolnictwa, jako instytucji zgodnej z prawem naturalnym. Zgodne z naturą jest, aby jednostki obdarzone większym rozumem i mniejszą siłą fizyczną władały nad jednostkami o większej sile i mniejszym rozumie. Do tej pierwszej grupy Arystoteles zalicza Greków, a do drugiej barbarzyńców.
Ponieważ człowiek jest z natury istotą społeczną, także państwo i stanowione przez nie prawo znajdują oparcie w naturze ludzkiej (mają służyć realizacji szczęścia). Prawo stanowione opiera się na prawie naturalnym (a także na prawie zwyczajowym), jednak w istotny sposób różni się od niego. Jest prawem spisanym i trzeba się go uczyć, a więc nie jest dane w bezpośredni sposób wszystkim istotom rozumnym. Prawo stanowione nie jest też prawem powszechnym, lecz obowiązuje jedynie obywateli konkretnego polis, w konkretnym czasie. Oba rodzaje prawa są jednak niezbędne dla realizacji naturalnych celów jednostki. 
Przestrzeganie prawa naturalnego prowadzi do naturalnej sprawiedliwości, która wraz ze sprawiedliwością stanowioną składa się na sprawiedliwość polityczną. Ponieważ interesy jednostki i społeczeństwa w sposób konieczny są zbieżne, stąd zbieżne jest też prawo naturalne z prawem społeczności politycznych.

#### Stoicy
Z jednolitości wszechnatury wywodzą stoicy jednolitość prawa natury (lex aeterna). Określane różnie, jako pneuma (πνευμα), fatum (ειμαρμενη), logos (λογος), rozum i bóg, łączyło aspekt rozumny wszechnatury, wskazujący na harmonię działania prawa, z aspektem ontologicznym, wskazującym na nierozerwalny jego związek z naturą. Działanie praw jest konieczne, podkreślano to używając pojęcia fatum, jest również rozumne. Działają one także jako pronoia (προνοια), opatrzność boga, lub bogów. Prawa naturalne (lex naturalis) będące formą praw natury w człowieku, również cechują się fatalizmem, rozumnością i charakterem opatrznościowym.
Fatalistyczne działanie praw natury nie przeczyło w koncepcji stoików wolności człowieka. Prawa natury działają niezależnie od woli człowieka, realizują się przez jego rozum i wolę. Można wprawdzie działać przeciw nim, lecz w ostatecznym rozrachunku trzeba się im będzie poddać.
Z opatrznościowego charakteru praw natury wynika to, iż prawa naturalne, będące przejawem natury człowieka, łączą człowieka z bogiem. Pojawiła się także koncepcja stanu natury, np. u Seneki, jako stanu doskonalszego, pozbawionego praw stanowionych, w którym rządziło w pełni prawo naturalne. Ostatecznie można powiedzieć, że stoicy opowiadali się za zgodnością prawa stanowionego (lex humana) z naturalnym. Postulowali opieranie prawa pozytywnego na normach prawa naturalnego.
W kwestii obowiązywania prawa stanowionego, sprzecznego z prawem naturalnym, wytworzyły się dwa stanowiska.
Chryzyp (ok. 280-205 p.n.e.) i Epiktet (50-130 n.e.) twierdzili, że prawo stanowione, nawet sprzeczne z naturalnym, posiada moc obowiązującą. Zdaniem Chryzypa prawo stanowione stworzono dla głupców nie umiejących posługiwać się rozumem. Istnienie głupców uzasadnia moc obowiązującą tego prawa. Epiktet uznawał, iż mędrzec winien poddać się mocy prawa ludzkiego ze względu na potęgę stojącego za nim państwa.
Inną postawę przyjęli Cyceron (106-43 p.n.e.) i Seneka Młodszy (ok. 4 p.n.e. - 65 r.n.e.), odbierając normie sprzecznej z prawem naturalnym nie tylko obowiązywanie, ale i w ogóle miano prawa.
Prawo naturalne, forma prawa natury w filozofii stoickiej, posiada treść dyktowaną przez naturę człowieka, będącą jego źródłem. Z postulatu życia zgodnego z naturą wyprowadzano naturalnoprawny obowiązek człowieka do postępowania zgodnego z rozumem. Człowiek rozumny, z racji swej rozumnej duszy (współzgodnej z logosem wszechrzeczywistości) przeznaczony do życia społecznego, bez problemu odkryje treść prawa dyktowaną mu przez jego własną naturę. Doniosłe znaczenie miało połączenie subiektywnego i obiektywnego charakteru praw naturalnych, wyrażone w przekonaniu, że każdy rozumny człowiek dotrzeć może samodzielnie do norm naturalnego prawa, które jest jednocześnie przejawem powszechnego konsensusu.

### Wczesne chrześcijaństwo

#### Paweł z Tarsu
Paweł z Tarsu napisał: Bo gdy poganie, którzy Prawa nie mają, idąc za naturą, czynią to co Prawo nakazuje, chociaż Prawa nie mają, sami dla siebie są Prawem. Wskazują oni, że treść Prawa wypisana jest w ich sercach, gdy jednocześnie ich sumienie staje jako świadek, a mianowicie ich myśli na przemian ich oskarżające lub uniewinniające. W wypowiedzi tej odnajdujemy zalążek chrześcijańskiej wizji prawa natury. Odnajdujemy w niej dualizm źródeł poznawania prawa natury. Prawo natury wyprowadzić można w pierwszej kolejności ze Słowa Bożego, w drugiej: z poznania samego siebie, tzn. z sumienia.
Dostrzec należy recepcję przejętej z myśli hellenistycznej tzw. złotej reguły etycznej, uznawanej niekiedy za podstawową zasadę prawa natury, a sprowadzającej się do nakazu, by człowiek postępował wobec innych tak, jak życzy sobie, by postępowano wobec niego. Odnajdziemy ją w Biblii. Św. Paweł wzywa: miłuj bliźniego swego, jak siebie samego.

#### Orygenes
Zatem ogólnie rzecz biorąc, pisze Orygenes istnieją dwa rodzaje praw: prawo natury, którego twórcą jest Bóg, i spisane prawo państwowe. W prawie naturalnym autor ten upatruje wzór, z którym winno być porównywane prawo pozytywne. Na pytanie o treść prawa płynącego od Boga wskazuje Pismo Święte, przede wszystkim Nowy Testament, bo dopiero przezeń docierać należy do nauki Starego Testamentu. Odpowiadając na zarzuty Celsusa napisał: Celsus chce, byśmy składali demonom ofiary przepisane prawem: o jakim jednak prawie myśli? Jeśli chodzi o prawa państwowe, to niech dowiedzie, że są one zgodne z prawem Bożym; nie potrafi tego dokonać, ponieważ prawa różnych państw nie są zgodne nawet między sobą (...).

#### Św. Augustyn
Idealizm św. Augustyna (353-430) uznany jest za spadek po Platonie. Augustyn czyni idee przejawem myśli Boga, stają się zatem z tej racji wieczne i niezmienne. W swoich rozważaniach nad prawem stara się on uwzględnić zarówno elementy racjonalne, jak i woluntarne. Odwieczny porządek rzeczy wyrażany przez prawo boże, musi być urzeczywistniany w ludzkim postępowaniu, aby mogło być ono uznane za moralne. Do urzeczywistniania tego porządku powołana jest ludzka wola, przed którą stoją dwie możliwości: dobro i zło. Podporządkowane państwu Bożemu (civitas Dei) państwo diabła (civitas diaboli) zachowane jest, by służyło sprawdzaniu ludzkich skłonności.
Ludzi odnajdujemy w państwie ziemskim (civitas terrena), w którym przeplatają się elementy państwa diabła i państwa bożego. Utożsamienie prawa z porządkiem prowadzi do przekonania, że racjonalne działania ludzkie wtedy są moralne, gdy oparte są na obserwacji porządku wszechrzeczy. Podążając za stoikami św. Augustyn przyjmuje trypartycję prawa na prawo wieczne (lex aeterna, lex dei, lex divina), prawo naturalne (lex naturalis) i na prawo stanowione (lex temporalis).
Treścią prawa wiecznego jest naturalny porządek, przenikający wszechnaturę porządek boski, a jego istota sprowadza się do boskiego rozumu i woli. Jest to prawo wieczne, niezmienne i powszechne.
Lex aeterna uczestniczy w rozumnej naturze człowieka jako prawo naturalne, będące jednocześnie prawem racjonalnym (lex rationis) i moralnym (lex naturalis moralis). Prawo naturalne staje się subiektywnym przejawem porządku obiektywnego, odnaleźć jego nakazy mogą wszyscy zdolni do rozumnej refleksji, przeto nikt nie może zasłaniać się jego nieznajomością.
Prawo doczesne ma swoją przyczynę w ludzkiej inklinacji do zła. Uchodzić może za sprawiedliwe tylko, gdy jest wywiedzione z prawa naturalnego, a więc i z wiecznego. Jeśli tak nie jest, nie może być uznane za sprawiedliwe i obowiązujące. Można zderzyć ten sąd ze zdaniem św. Ireneusza: Bóg dał ziemskie królestwa, a nie diabeł; dał je dla pożytku pogan, by w obawie przed ludzką władzą ludzie nie zjadali się nawzajem, tak jak ryby które prowadzi do uznania, że prawdziwy chrześcijanin praw ziemskich nie potrzebuje.

### Średniowiecze

#### Św. Tomasz
W przeciwieństwie do woluntaryzmu szkoły augustyńskiej św. Tomasz (1225-1274) ogłosił pierwszeństwo rozumu, który dla trafnego wyboru dóbr musi poprzedzać wolę. Rozum, jako primum principium, okazał się mu być regułą i miarą wszystkich czynów.
Św. Tomasz przeprowadził dwupoziomowy podział praw. Wyróżnił prawo istniejące samo przez się (per se) i prawa istniejące przez uczestniczenie (per participationem). Per se istnieje lex aeterna. Przez uczestniczenie istnieją: prawo naturalne (lex naturalis), prawo ludzkie (lex humana, lex positiva) i prawo boskie (lex divina).
Świat stworzony został z niczego (ex nihilo) aktem woli, wprost przez Boga, a stworzenie odbyło się według bożych idei. Prawo wieczne jest zatem w doktrynie Tomasza boskim porządkiem świata, określającym miejsce i cele rzeczy odzwierciedlonych w umyśle Boga. Natomiast prawo naturalne zawdzięcza swoje istnienie uczestniczeniu prawa wiecznego w naturze człowieka. Określane jest przez związek z prawem wiecznym, przez rozróżnienie rozumu teoretycznego, zmierzającego do prawdy i praktycznego, skierowanego w stronę dobra, oraz przez wskazanie jego istoty w tzw. inclinatio naturalis.
Podkreślony u św. Tomasza został charakter intelektualny prawa naturalnego. Jest ono uczestnictwem rozumnego człowieka w prawie wiecznym. Uczestnictwo to winno być przede wszystkim czynne, tj. polegające na znajomości i przestrzeganiu prawa wiecznego przez człowieka. Prawo naturalne pozwala ludziom odróżnić dobro od zła. Trwale pozostaje ono w człowieku, póki jest on istotą rozumną. Poznanie norm, zawartych w lex naturalis, następuje wraz z rozwojem rozumu. Rozum określa naturalne cele człowieka, do których realizacji posłuży wola. Prawo naturalne jest częścią prawa wiecznego, znajdującą się w granicach poznawczych możliwości człowieka. Jest ono powszechne i niezmienne, podstawowe jego zasady obowiązują powszechnie pod względem zarówno przedmiotowym, jak i podmiotowym.
Prawo pozytywne rodzi się z tego powodu, iż człowiek nie potrafi z pomocą rozumu poznać w pełni prawa wiecznego. Dociera do pewnych ogólnych zasad, nie umie jednak rozpoznać szczegółowych nakazów, adekwatnych do konkretnych stanów faktycznych. Stąd prawo pozytywne jest uzupełnieniem prawa naturalnego. Nie wiąże ono sumienia, lecz należy go przestrzegać dopóty, dopóki nie stoi ono w sprzeczności z prawem boskim. Prawo boskie otrzymał człowiek w objawieniu.

#### Wilhelm Ockham
Wilhelm Ockham (1290-1349) był twórcą nominalizmu, na nim oparł właśnie swoją koncepcję praw. Uczeń Dunsa Szkota do skrajnej postaci doprowadził woluntaryzm. Odrzucił prawdy rozumowe czyniąc absolutną wolę Boga, na tyle potężną, że zdolną czyny złe i niesprawiedliwe uczynić dobrymi i sprawiedliwymi. Absolutna boska wola jest ograniczona jedynie, z jednej strony, przez logiczną zasadę niesprzeczności, a z drugiej, przez esencjalną dobroć Boga. W ten sposób prawo naturalne staje się pozytywnym prawem boskim, obowiązującym względnie, którego treść może być zmienna, zależnie od woli Boga. Wywodzi się ono zatem z natury Boga, nie ludzkiej.
Przyczyny zła odnajdywanego w czynach tkwią w woluntarystycznie traktowanych nakazach i zakazach Boskich. Obok pozytywnej moralności, zależnej od boskiej woli, zawierającej reguły przybierające postać pozytywnych nakazów, istnieje zdaniem Ockhama moralis doctrina non positiva, zawierająca normy etyczno prawne o charakterze materialnym, które mogą obowiązywać tylko jako zakazy zbliżone w swej treści do stanowionych przez państwo pozytywnych praw. Istota moralis non positiva dotyczy subiektywnych sposobów postępowania człowieka. Wyjaśniając ją Ockham nawiązuje do wcześniejszych doktryn mówiąc, że wola winna kierować się wskazaniami prawego rozumu. Stoickie pojęcie prawego rozumu (recta ratio) utożsamiał z sumieniem. Nakazy oczywiście rozumne są identyczne z prawem boskim. Objawienie w myśli Ockhama stało się zamiast prawa naturalnego miernikiem prawa pozytywnego, świeckiego.

### Nowożytność
Thomas Hobbes (1588-1679)
„Lewiatan, czyli materia, forma i władza państwa kościelnego i świeckiego”, PWN 1954.

#### Grocjusz
W pełni świecką koncepcję praw natury stworzył rówieśnik Hobbesa, Hugo de Groot (1583-1645), myśliciel holenderski. Odnajdujemy w jego koncepcji prawo natury będące nakazem prawego rozumu (dictatus rectes rationis). Zależnie od zgodności z rozumną naturą człowieka określać należy moralną wartość działań. Rozum staje się narzędziem poznania fundamentalnych zasad współżycia społecznego, których moc obowiązywania jest równa mocy obowiązywania aksjomatów matematycznych. Uważany za fundatora nowożytnej koncepcji praw podmiotowych autor odszedł od prawotwórczej idei rozumu boskiego, na rzecz prawotwórczej idei rozumu ludzkiego.
Prawo naturalne, jako nakaz rozumu, zobowiązuje człowieka, by postępował zgodnie z rozumną naturą, zabezpieczone jest jednak jedynie sankcją moralną – wyrzutami sumienia. Na zarzuty bezbożnictwa Grocjusz naraził się słynną hipotezą: etiamsi daremus non esse Deum (łac. choćby założylibyśmy nie istnienie Boga). Prawo naturalne obowiązuje nawet przy założeniu, że Boga nie ma, albo że nie troszczy się On o sprawy ludzkie.
Prawo natury, istniejące per se może być dowodzone na dwa sposoby, albo przez zgodność lub niezgodność rzeczy z rozumną naturą człowieka – jest to dowód a priori, albo przez odnajdywanie praw wspólnie uznawanych przez narody – dowód a posteriori, mający wiele wspólnego ze zgodą powszechną Cycerona. Prawo natury jest jedno dla wszystkich, niezmienne, bo i natura ludzka pozostaje niezmienna. Nie może zmienić go Bóg tak samo, jak nie może zmienić zasad matematycznych.
Przeprowadzona przez Grocjusza klasyfikacja praw jest bardzo rozbudowana. Dzieli prawa na naturalne (ius naturae) i pozytywne (ius voluntarium). Prawo pozytywne podzielił na ludzkie (humanum) i boskie (divinum). Natomiast prawo naturalne obejmuje prawo naturalne pierwotne i wtórne, zbliżone zakresem do prawa narodów (ius gentium). W prawie narodów wyróżnił dwa rodzaje praw: naturalne i pozytywne narodów. W pozytywnym prawie narodów odnajdziemy prawo zwyczajowe i umowne. Zauważamy zatem, że prawo naturalne reguluje już stosunki nie tylko między jednostkami, ale i między narodami.
Odnosząc się do idei prawa oporu uznał Grocjusz, iż naród zawierając umowę społeczną zrzeka się go. Jest ono zawarte w prawie natury, aby ludzie mogli chronić się przed krzywdą, jednak w państwie mogłoby ono przeszkadzać pokojowi publicznemu i porządkowi.

#### Immanuel Kant
Dla Immanuela Kanta (1724-1804) prawo naturalne nie może być oparte na przesłankach czysto rozumowych. W płaszczyźnie bowiem tzw. czystego rozumu nie jesteśmy w stanie uzasadnić istnienia bądź nieistnienia ani natury ani Boga, jako ewentualnego prawodawcy. Natomiast w płaszczyźnie rozumu praktycznego istnienie prawa naturalnego wiąże się z istnieniem prawa moralnego. Tak, jak świat fizyki opiera się na prawach fizyki, tak człowiek jest podmiotem praw moralnych (tzw. imperatywów kategorycznych) niezależnych od niego. Nie znaczy to jednak iż prawa te są irracjonalne - znaczy to jedynie tyle, iż przynależą innej dziedzinie życia - życia praktycznego postępowania. O ile rozum teoretyczny określa "jak jest" o tyle rozum praktyczny mówi o tym "jak być powinno". Nie oznacza to także bezwoli człowieka, jako podmiotu moralnego. Wręcz przeciwnie: człowiek jest o tyle wolny, o ile realizuje postulaty takiego prawa czyli posiada "dobrą wolę": "Czynienie zadość nakazowi moralnemu leży w mocy każdego". To zawiązanie prawa moralnego z prawem natury wywarło duży wpływ na czasy nowożytne ale wzbudziło także sporo kontrowersji. Czy natura jest moralna ze swej istoty czy to człowiek narzuca jej moralność? I gdzie jest granica, pomiędzy wolnością człowieka a prawem moralnym? Te pytania wyznaczyły problemy prawa naturalnego na następne lata.

#### Inni
Dla Samuela Pufendorfa zasady prawa natury to uniwersalne reguły poznawalne tylko przez rozum, a Bóg raz stworzywszy człowieka stracił moc zmieniania jego natury. Baruch Spinoza z kolei uważał, że podstawowym prawem natury człowieka jest wolność przekonań. Według Johna Locke’a człowiek rodzi się, otrzymując od natury niezbywalne prawa podmiotowe.

### XX wiek

#### Stammler i prawo natury o zmiennej treści
Rudolf Stammler – Prawo natury jako nakaz rozumu jest wyłącznie formą prawa, a jego treść jest zmienna. Prawem natury jest prawo uznane za sprawiedliwe we wspólnocie wolnych ludzi, w której każdy byłby traktowany sprawiedliwie przez wszystkich.

#### Radbruch i ustawowe bezprawie
Gustav Radbruch określił jakie warunki powinno spełniać prawo natury nie określając jaka ma być jego treść. Prawo jednak nie może zawierać dowolnej treści. Według niego istnieją zasady prawne silniejsze od wszystkich przepisów prawnych wobec czego ustawa pozbawiona tych zasad nie ma mocy obowiązującej (jest „ustawowym bezprawiem”). Zasady te określił jako prawo naturalne bądź rozumowe. Twierdził, że ludzie mają pewne wyobrażenia o prawie i jego naturze – jest im dana idea prawa, która zawiera w sobie 3 elementy:
1. postulat sprawiedliwości – aby prawo było jednakowe dla wszystkich
2. idea dobra powszechnego – musi istnieć wyobrażenie, że prawo służy dobru powszechnemu
3. pewność prawa – z czego wynika bezpieczeństwo prawne

Elementy te powiązane są ze sobą w sposób dialektyczny tworząc triadę gdzie zależnie od sytuacji jeden z nich wysuwa się na czoło.

#### Fuller i moralność prawa
Lon Luvois Fuller – Prawo, aby mogło nim być, musi spełniać określone warunki, które nazwał wewnętrzną moralnością prawa lub formalnym prawem natury. Warunki te uniemożliwiają realizowanie prawa niesprawiedliwego. Zgodnie z nimi prawo powinno być:
1. ogólne mające uniwersalne zasady dla wszystkich
2. należycie ogłoszone aby było powszechnie znane
3. może dotyczyć jedynie zachowań mających nastąpić w przyszłości
4. jasne, czyli zrozumiałe dla wszystkich
5. wewnętrznie niesprzeczne
6. wymagające stanów możliwych do zrealizowania
7. stabilne, czyli zmiany w nim powinny przebiegać stosunkowo rzadko
8. działania urzędowe powinny być zgodne z obowiązującym prawem.

#### Finnis i współczesne odrodzenie prawa naturalnego
John Finnis – Prawo to sposób skutecznej (bo zabezpieczonej przymusem) ochrony podstawowych wartości i owe wartości stanowią kryterium krytyki prawa pozytywnego. To bardzo klasyczne ujęcie prawa natury, z tym, że Finnis nie odwołuje się do Boga ani do metafizyki, ale do zdrowego rozsądku. Podaje zamknięty katalog podstawowych wartości ludzkiej egzystencji, które musi szanować podmiot stanowiący prawo pozytywne. Są to:
1. życie (w tym wartości szczegółowe: zdrowie i wolność od bólu)
2. wiedza (wiedza spekulatywna, tzn. wiedza nabywana dla samej siebie i dla uniknięcia niewiedzy)
3. zabawa (działanie podejmowane dla rozrywki; także działania „poważne” oparte na mechanizmie gry czy konkurencji)
4. przeżycia estetyczne (uczucie piękna)
5. towarzyskość (życie w społeczeństwie, tworzenie wspólnot i zawieranie przyjaźni)
6. rozum praktyczny (wolność w posługiwaniu się rozumem dla szukania środków prowadzących do osiągnięcia celu)
7. religia (wszystko, co wiąże się z szukaniem pozaludzkich źródeł wartości i dociekaniami o porządek wszechświata).

Finnis stwierdził, że prawa naturalne są równie oczywiste, co obowiązujące w nauce zasady racjonalności teoretycznej w stylu „należy odrzucać tezy samo unieważniające się” czy „należy preferować proste wyjaśnienia, jeśli są skuteczne”. Zasady racjonalności teoretycznej nie opisują rzeczywistości i nie da się ich udowodnić, choć same służą do udowadniania innych twierdzeń. Są po prostu oczywiste. W ten sam sposób oczywiste są podstawowe wartości. Nie da się ich wytłumaczyć, choć same tłumaczą ludzkie zachowania.